# Kunstreligion
Kunstreligion ist keine theoretisch bestimmte oder praktisch ausgeübte Form von Religion. Der in Philosophie, Kunstkritik und Literaturkritik verwendete Begriff bezeichnet vielmehr die religiöse Aufwertung der Kunst oder der Künstler. Diese Weltanschauung versucht, der Kunst oder den Künstlern eine religiöse oder übergesellschaftliche Rolle zuzuweisen (Künstler als Guru, Messias, Kunstgott). Oft ist der Begriff negativ oder ironisch konnotiert.

## Abgrenzung des Begriffs
Trotz oder gerade wegen seiner weitläufigen Verwendung in der Kunst- und Literaturkritik, Philosophie und Theologie kann der Begriff „Kunstreligion“ bis heute als theoretisch unbestimmt gelten. Er bezieht sich in der Regel nicht auf traditionelle religiöse Kunst (z. B. mittelalterliche Ikonen), deren Ziel die Vermittlung religiöser oder theologischer Inhalte ist und die diesen gegenüber eine dienende, vermittelnde Rolle einnimmt. „Kunstreligion“ meint oder kritisiert vielmehr den Anspruch, dass die Kunst ihre dienende Rolle verlässt und sich selbst an die Stelle der Religion zu setzen versucht. Stellenweise ist eine Verwendung des Begriffs als Synonym für Pseudoreligionen oder Weltanschauungen festzustellen (Kunst-Religion = künstliche Religion).

## 18. Jahrhundert
Im Zuge jener Abkehr von der Aufklärung, wie sie in der Empfindsamkeit des 18. Jahrhunderts zum Ausdruck kommt, nimmt die Aufwertung von Kunst als Ausdruck subjektiver Empfindungen ihren Ausgangspunkt und beginnt zugleich die kultische Verehrung von Künstlern und Künstlertum. Bereits Friedrich Gottlieb Klopstock (1724–1803) gilt seinen Zeitgenossen als „heiliger Dichter“ und wird beinahe wie der Held seines Hauptwerks, „Der Messias“ (1748), verehrt, das Gefangennahme, Hinrichtung, Auferstehung und Himmelfahrt Jesu in poetische Verse fasst. Abschnitte des Werks sollen in Wörlitz noch zu Beginn des 19. Jahrhunderts in der Abendmahlsliturgie verwendet worden sein. Der Philosoph Friedrich Schleiermacher (1768–1834) verwendet den Begriff „Kunstreligion“ wohl zum ersten Mal. Ob er damit aber eine religiöse Aufwertung der Kunst im Sinne hat, ist umstritten. Sturm und Drang nehmen das Motiv der Heroisierung des Künstlers auf und steigern es zum Geniekult („Originalgenie“).

## Romantik
Im Zuge der Romantik setzt eine weitere Aufwertung subjektiver Erfahrung ein, mit der eine stetig anwachsende Wertschätzung von Künstlern und künstlerischer Produktion einhergeht. Gesellschaftlich kann man sie als Gegenbewegung zu der umfassenden Säkularisierung begreifen, die das 19. Jahrhundert prägt und durch Phänomene wie die Industrialisierung begleitet ist. Wilhelm Heinrich Wackenroders (1773–1798) „Herzensergießungen eines kunstliebenden Klosterbruders“ (Berlin 1797) formulieren das kunstreligiöse Credo der Romantik folgendermaßen: „Ich vergleiche den Genuß der edleren Kunstwerke dem Gebet. (…) Der… ist ein Liebling des Himmels, welcher mit demütiger Sehnsucht auf die auserwählten Stunden harrt, da der milde himmlische Strahl freiwillig zu ihm herabfährt, die Hülle irdischer Unbedeutenheit… spaltet, und sein edleres Innere auflöst… dann knieet er nieder, wendet die offene Brust in stiller Entzückung gegen den Himmelsglanz, und sättiget sie mit dem ätherischen Licht… Das ist die wahre Meinung, die ich vom Gebet hege.“ (Zit. nach gutenberg.spiegel.de)

## Spätromantik
Die zunehmende Aufwertung von Kunst und Künstlern bis hin zur „Kunstreligion“ erreicht um die Jahrhundertwende ihren Höhepunkt. Schriftsteller, Maler oder Musiker stilisieren sich selbst zu Heilsgestalten, die sakralisierende oder pseudoreligiöse Werke hervorbringen. Richard Wagners „Parsifal“ (1882) will keine Oper mehr sein, sondern ein Bühnenweihfestspiel, dessen Aufführung nach dem Willen des Komponisten auf einen bestimmten Ort (Bayreuth) beschränkt bleibt. Ähnliche kunstreligiöse Anschauungen manifestieren sich in den pseudofeudalen Schlössern Ludwig II. (1845–1886) (z. B. Neuschwanstein, 1869; Herrenchiemsee, 1878), die eine Beschwörung absolutistischen Königtums mit den Mitteln historistischer Architektur versuchen. Auch die Literatur steigert ihren Bedeutungsanspruch um die Jahrhundertwende zu kunstreligiöser Höhe. Stefan George (1868–1933) versammelt im hermetischen George-Kreis wie ein Priester Adepten um sich und stilisiert sich äußerlich zum Guru. Rainer Maria Rilkes (1875–1926) lyrisch erhobene Weltdeutung in den „Duineser Elegien“ (1912–1922) trägt ebenso kunstreligiöse Züge wie Friedrich Nietzsches (1844–1900) „Also sprach Zarathustra“ (1883–1885), der implizit die Etablierung einer Art von Ersatzreligion zum Ziel hat und sich sogar sprachlich an das Deutsch der Lutherbibel anlehnt.

## Jugendstil
Der Jugendstil nimmt den von der Spätromantik formulierten kunstreligiösen Anspruch auf und setzt ihn vor allem im Bereich Architektur, Design, Kunstgewerbe und Dekoration um, sodass zeitweise von einer Veräußerlichung kunstreligiösen Denkens gesprochen werden könnte. Ziel ist eine umfassende Ästhetisierung aller (bürgerlichen) Lebensbereiche im Sinne eines die Künste integrierenden Gesamtkunstwerks. Josef Hoffmanns (1870–1956) Palais Stoclet in Brüssel (1905–1911) formuliert diesen Anspruch vielleicht am nachdrücklichsten, aber auch die Arbeiten Otto Wagners (1841–1918), Charles Rennie Mackintoshs (1868–1928) und vor allem Joseph Maria Olbrichs (1867–1908) tragen kunstreligiöse Züge (vgl. auch Wiener Secession). In der Malerei stehen Künstler wie Gustav Klimt (1862–1918) oder Max Klinger (1857–1920) für den kunstreligiösen Anspruch jener Zeit. Der Lebensreformbewegung und dem Vegetarismus nahe steht der Zeichner und Maler Fidus (1868–1948), der Pläne zu gigantischen Tempelanlagen für eine neue Natur- und Lichtreligion entwirft, in denen sich Gläubige zur Andacht versammeln sollen.

## Moderne
Die Moderne des frühen 20. Jahrhunderts versucht sich von dem kunstreligiösen Anspruch der Spätromantik und des Jugendstils zu distanzieren, erliegt aber selbst immer wieder der Versuchung, Künstler zu Helden und Erlösern zu stilisieren und der Kunst eine über den Alltag hinausgehende Wirkungsmacht zuzutrauen. So trägt selbst der umfassende gesellschaftspolitische Anspruch des Bauhauses stark kunstreligiöse Züge, und seine Lehrer (z. B. Johannes Itten, 1888–1967) setzen die romantische Tradition fort, als Guru aufzutreten. Vor allem die modernen Architekten formulieren und entwerfen kunstreligiös geprägte Modelle umfassender Weltverbesserung. Le Corbusiers (1887–1965) „Ville Contemporaine“ (Zeitgenössische Stadt für drei Millionen Einwohner, 1922) will die Menschen aus den düsteren Hinterhöfen der Gründerzeit in eine lichte Welt moderner Ordnung führen, und im Mittelpunkt von Bruno Tauts (1880–1938) „Stadtkrone“ (1919) steht ein leuchtendes „Kristallhaus“, das „ganz vom Zweck losgelöst, als reine Architektur“ (Taut) ästhetische Erlebnisse vermitteln soll. Nicht zuletzt die Anthroposophie Rudolf Steiners (1861–1925) hat in ihren künstlerischen Ausprägungen (z. B. Goetheanum in Dornach, 1914–1922) einen stark kunstreligiösen Anspruch (vgl. auch Eurythmie).

## Nationalsozialismus und Faschismus
Obwohl es naheliegt, die ästhetischen Hervorbringungen des Nationalsozialismus und italienischen Faschismus mit dem Anspruch der Kunstreligion in Verbindung zu bringen, bliebe eine solche Interpretation doch oberflächlich. Zwar tragen die pathetischen Lichtdome Albert Speers (1905–1981), die manipulativen Filme Leni Riefenstahls (1902–2003) oder die formalistischen Architekturen Giuseppe Terragnis (1904–1943) äußere Merkmale „kunstreligiöser Kunst“, aber ihre Intention richtet sich keineswegs auf die Aufwertung der Kunst an sich. Im Mittelpunkt steht vielmehr die Verherrlichung einer Ideologie oder eines Diktators (Hitler, Mussolini) als vermeintlicher Heilsgestalt. Insofern ist die Rolle der Kunst hier offenbar konventionell „dienend“ und keineswegs autonom, also kunstreligiös.

## Nachkriegszeit und spätes 20. Jahrhundert
Geprägt von Weltkrieg und Faschismuserfahrung sind die Nachkriegszeit und das späte 20. Jahrhundert von einer starken Distanznahme gegenüber kunstreligiösen Haltungen gekennzeichnet. Nüchternheit und Kühle bestimmen Literatur und Kunst; Pathos und Feierlichkeit sind eher verpönt und klingen höchstens gebrochen an, z. B. in der Lyrik Ingeborg Bachmanns (1926–1973). Erst ab den späten sechziger Jahren ist eine deutliche Tendenz erkennbar, Künstler erneut zu Erlösern zu stilisieren, was mit der Entwicklung neuer künstlerischer Formen (Konzeptkunst, Aktionismus) einhergeht. Neben dem Aktionskünstler Hermann Nitsch (1938–2022) kann insbesondere Joseph Beuys (1921–1986) als Beispiel für einen kunstreligiösen Protagonisten dieser Zeit genannt werden. Die späten 1980er und frühen 1990er Jahre bleiben eher frei von kunstreligiösen Ansprüchen.

## Gegenwart
In jüngster Zeit ist eine neue Tendenz innerhalb der Kulturwissenschaften und auch bei Kuratoren und Künstlern zu beobachten, Kunst wieder religiöse Bedeutung und sakrale Wirkungsmacht zuzutrauen. Diese Strömung geht einher mit dem Versuch, den Begriff „Kunstreligion“ erstmals genauer theoretisch zu bestimmen und in die Kulturgeschichte der Neuzeit einzuordnen.